# ヴェーパチッティ
ヴェーパチッティ（パーリ語ラテン転写:Vepacitti）とはインド神話、仏教におけるアスラの王である。毘摩質多羅阿修羅王（びましったらあしゅらおう）ともいう。同じアスラの王であるラーフに語りかける場面とインドラに幻術で病を治すことを断った説話で有名である。初期経典のSaṃyutta-Nikāyaの第二章Devaputta-saṃyutta第九経、第十経のCandinaに登場する。パーリ語文献では六道を認めずヴェーパチッティアスラ衆は天界に属する。
　なお、ヴェーパチッティは帝釈天と論争し、負けたことがある。